# 阿隆·阿甫夏洛穆夫
阿隆·阿甫夏洛穆夫（俄语：Ааро́н Авшало́мов，羅馬化：Aaron Avshalomov，1894年11月11日—1965年4月26日），俄国犹太裔作曲家。

## 生平
阿隆·阿甫夏洛穆夫出生于俄罗斯远东城市庙街的一个高加索犹太人家庭，1910年赴瑞士苏黎世学医，同年转至音乐学院学习乐理和作曲。1917年十月革命爆发后来到美国，在旧金山和一名俄国老乡结婚。
阿甫夏洛穆夫1918年起侨居中国，先后在青岛、天津、北京等地从事中国民间音乐研究，结识梅兰芳、许姬传、郑觐文、卫仲乐、沈知白等。1925年至1929年间在美国活动，1932年迁居上海后，同一批犹太音乐家成为培养中国早期音乐人才的先驱，例如阿尔弗雷德·卫登堡、梅百器、沃尔特·约阿希姆（Walter Joachim）、阿里戈·富华（Arrigo Foa）等人。阿甫夏洛穆夫曾在百代唱片公司任管弦乐队指挥，结识冼星海、吕骥等；曾受贺绿汀之托，为电影《风云儿女》插曲《义勇军进行曲》配器。1947年定居美国纽约，1965年逝世。
阿隆·阿甫夏洛穆夫的儿子雅各布·阿甫夏洛穆夫和孙子大卫·阿甫夏洛穆夫都是作曲家、指挥家。

## 作品
阿甫夏洛穆夫创作了许多结合西方管弦乐和中国音乐元素的作品：
- 歌剧《观音》（Kuan Yin，1925年在北京首演）
- 舞剧《琴心波光》组曲（Soul of the Ch'in，1926年）
- 交响诗《北平胡同》（Peiping Hutungs，1933年）
- 歌剧《杨贵妃暮景》（The Twilight Hour of Yan Kuei Fei，1933年）
- 舞剧《香篆幻境》（Incense Shadows，1935年，1941年修订，更名《古刹惊梦》，The Dream of Wei Lien）
- 音乐剧《孟姜女》，又名《万里长城》（The Great Wall，1944年）
- 《凤凰涅槃》（Feng-Huang，1945年）
- 女高音和管弦乐队音诗《晴雯绝命词》

其他作品还包括：
- 四部交响曲
- 中国主题和旋律G大调钢琴协奏曲（1935年）
- 长笛协奏曲
- d小调小提琴协奏曲
- 《圣经四故事》（1928年，Four Biblical Tableaux）

论著：
- 《中国音乐的发展可能》（Notes on the possible development of Chinese music）